# 新義發企業
新義發企業有限公司，簡稱新義發企業（英語：SIN GHEE HUAT CORPORATION LTD，SGX：B7K），在1977年由古氏家族創立一家專注製造不锈鋼公司。
該股份在2007年6月7日在新加坡交易所第一板塊上市。現時工廠位於江蘇及新加坡地區。總部位於32Penhas Road #01-01 Singapore 208191，主要應用石油化工、海事、建築、食品加工等工業。銷售地區包括中東地區，中國地區等。

## 連結
- SingHeeHuat.com.sg （页面存档备份，存于）